# Lentille d'eau douce

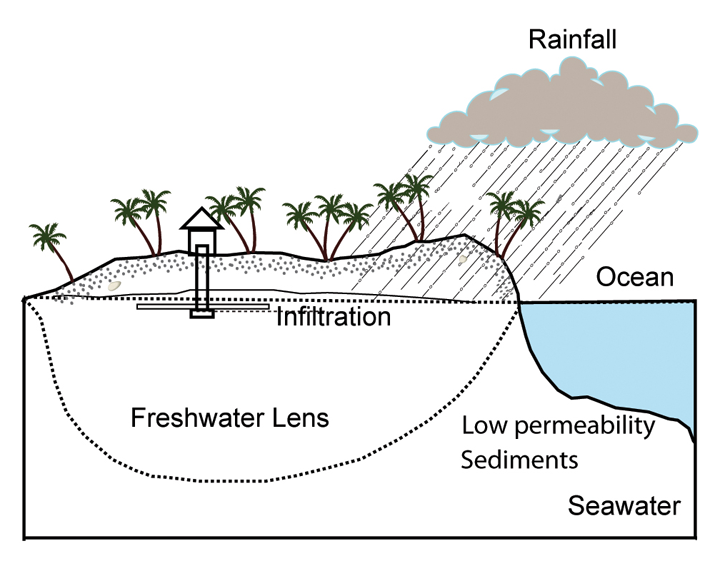
Une lentille d'eau douce sur une île.

Une lentille d’eau douce dite de Ghyben-Herzberg se forme sous les îlots coralliens ou les atolls. Son importance est fonction de la taille et de la forme de l'île et, comme pour une nappe phréatique, de la perméabilité des matériaux qui constituent le sol ainsi que des précipitations, donc de la saison.
Du fait de la différence de densité, l'eau douce s'installe sur une masse d'eau salée. La partie supérieure de cette lentille peut se trouver au-dessus du niveau de la mer. 
Des forages permettent d'en extraire de l'eau douce mais une surexploitation peut épuiser l'eau douce disponible. Les lentilles d'eau douce peuvent facilement être polluées ou contaminées par les matières chimiques ou organiques dispersées en surface.